# Pantà d'Elektrėnai
El pantà d'Elektrėnai (en lituà: Elektrėnų marios) és al sud de la ciutat d'Elektrėnai, Lituània. És el tercer llac artificial més gran del país. Va ser construït el 1961 per l'embassament del riu Streva. Subministra aigua de refredament a la central elèctrica d'Elektrėnai de 1.800 MW. Diversos llogarets van ser submergits pel pantà durant la construcció i més de 140 van ser reubicats. El pantà també va cobrir vuit llacs més petits.
El pantà té al voltant de 1.264 hectàrees, amb profunditat de més de 30 metres.